# Ben Rhodes

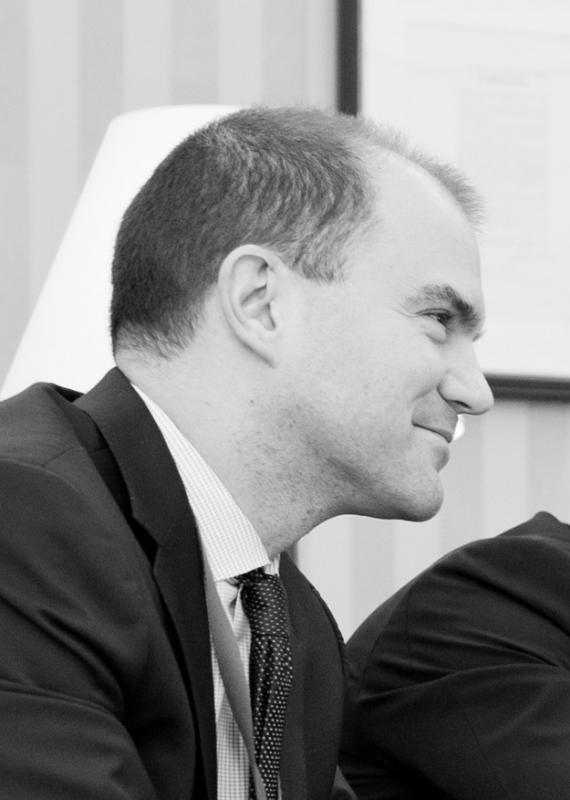
Benjamin Rhodes

Benjamin J. „Ben“ Rhodes (* 1977 in New York City, Vereinigte Staaten)
war Stellvertretender Berater für nationale Sicherheit und Strategische Kommunikation des US-Präsidenten Barack Obama. Sein exakter Titel lautete „Assistant to the President and Deputy National Security Advisor for Strategic Communications and Speechwriting.“ Von 2007 an schrieb Rhodes für Obama Reden zur internationalen Politik.

## Leben

### Ausbildung und Beruf
Rhodes wurde in New York geboren und wuchs auf der Upper East Side in Manhattan auf. Er ist Sohn eines episkopalen Priesters aus Texas und einer jüdischen Mutter aus New York. Er besuchte die Collegiate School in New York bis 1996. Anschließend besuchte Rhodes die Rice University in Houston, Texas, und schloss 2000 mit Major-Bachelors in Anglistik und Politikwissenschaften ab. Er ging zurück nach New York, besuchte die New York University, welche er 2002 mit einem Master of Fine Arts (M.F.A.) in kreativem Schreiben abschloss.
Er ist verheiratet mit Ann Norris, der Chefberaterin für auswärtige Politik von Senatorin Barbara Boxer. Sein Bruder David ist Vorsitzender von CBS News.
Bereits während seines Studiums engagierte er sich im Sommer 1997 ehrenamtlich in Rudy Giulianis Kampagne für seine Wiederwahl als Bürgermeister von New York City. Im Sommer 2001 arbeitete er für Diana Reyna in ihrer Kampagne zur Wahl des Rats der Stadt New York.
2002 suchte Lee Hamilton, ehemaliges Mitglied des Repräsentantenhauses und Direktor des Woodrow Wilson International Center for Scholars einen Redenschreiber. James Gibney, Herausgeber von Foreign Policy, stellte ihm Rhodes vor und Rhodes arbeitete fünf Jahre als Hamiltons Assistent, unterstützte unter anderem beim Entwurf des Iraq Study Group Report und den Empfehlungen der 9/11-Kommission.
Ende 2006 arbeitet Rhodes einige Monate als Redenschreiber für Mark Warner, dem ehemaligen Gouverneur von Virginia, während sich dieser auf seine mögliche Präsidentschaftskandidatur vorbereitete. Nachdem Warner im Oktober 2006 unerwartet den Verzicht auf seine Kandidatur bekannt gab, bemühte sich Rhodes, in Obamas Team zu wechseln, der gerade damit begann, sich auf seine eigene Kandidatur vorzubereiten.

### Politik
Rhodes begann in Obamas Wahlkampfteam als Freiwilliger – als Berater für außenpolitische Themen. Er war zur Stelle, als ein Redenschreiber gesucht wurde, zog nach Chicago und stieg Vollzeit in das Team ein. Seither war er ein grundlegender Bestandteil der Kampagne „Obama for America“. In dieser Funktion schrieb er die Rede, die Barack Obama als Präsidentschaftskandidat im Sommer 2008 an der Berliner Siegessäule hielt.

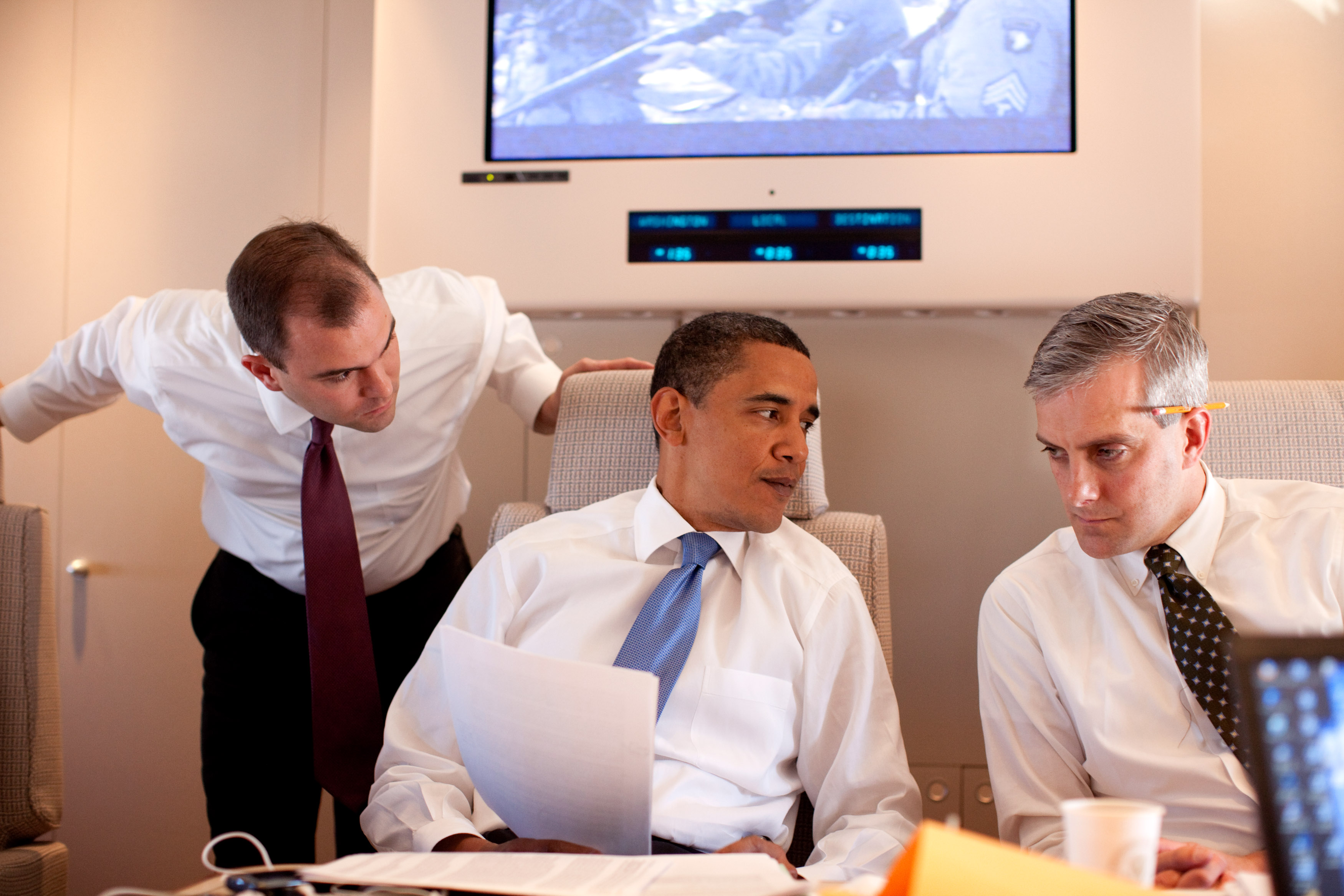
Präsident Barack Obama, Denis McDonough und Rhodes arbeiten an der Rede A New Beginning (2009).

Nach der Wahl Obamas zu US-Präsidenten wurde er Stellvertretender Direktor des Weißen Hauses für Redenschreiben. Rhodes, der von der Washington Post als Realist beschrieben wurde, schrieb 2009 die vielbeachtete Rede „A New Beginning“, welche Obama in Kairo hielt. Rhodes war der Ratgeber, der Obama empfahl, die Unterstützung für Hosni Mubarak zu beenden. Er wurde Obamas wichtigster Berater während des Arabischen Frühlings 2011.
Im März 2013 lehnte es Rhodes ab, seine Rolle in der Politikfindung der Obama-Administration zu beschreiben: „My main job, which has always been my job, is to be the person who represents the president’s view on these issues.“ (deutsch: „Meine Hauptaufgabe, welche schon immer meine Aufgabe war, ist es, die Person zu sein, die die Sicht des Präsidenten auf diese Dinge repräsentiert.“)
Am 20. März 2014 verhängte Russland als Gegenmaßnahme zu den US-amerikanischen Sanktionen nach der völkerrechtswidrigen Annexion der Krim durch Russland gegen Rhodes und acht weitere US-Amerikaner Einreiseverbote.

### Anschläge von Bengasi (Libyen, 2012)
Am 11. September 2012 (wenige Wochen vor der US-Präsidentschaftswahl 2012) wurde ein Anschlag auf das US-Generalkonsulat in Bengasi (Libyen) verübt, bei dem der US-Botschafter, J. Christopher Stevens und ein Konsulatsmitarbeiter getötet wurden. In den frühen Morgenstunden des folgenden Tages wurde ein weiterer Anschlag auf eine CIA-Niederlassung in circa 1 Meile Entfernung durchgeführt, bei dem zwei CIA-Bedienstete getötet wurden.
Die Obama-Administration legte sich schnell und andauernd auf die Herleitung der Anschläge aufgrund von spontanen Protesten gegen das islamophobe Video Innocence of Muslims fest, was zu langanhaltenden innenpolitischen Spannungen führte.
Am 18. April 2014 veröffentlichte die konservative Gruppe Judicial Watch mehrere 100 Seiten von Regierungsdokumenten, deren Einsicht sie gerichtlich in einem FOIA-Verfahren erstritten hatte. Eine E-Mail vom 14. September 2012 mit dem Titel „RE: PREP CALL with Susan“ stammte von Rhodes, in der er unter anderem schrieb: „Goals: …To underscore that these protests are rooted in an Internet video, and not a broader failure of policy…“ (deutsch: „Ziel …um zu unterstreichen, dass diese Proteste auf einem Internet-Video basieren und kein breites Politikversagen darstellen…“)
Guy Taylor von der Washington Times interpretierte diese E-Mail als Vorbereitung der damaligen US-Gesandten bei den Vereinten Nationen, Susan Rice, für ihren zwei Tage später stattfindenden Marathon durch die sonntäglichen Polit-Shows im US-amerikanischen Fernsehen, zur „Bekräftigung der Sichtweise von Obamas Administration auf die Bengasi-Anschläge“. John Dickerson von Slate sah die E-Mail in allgemeinem Bezug zu den weltweiten Protesten infolge des Videos Innocence of Muslims und nicht in direktem Bezug zu den Bengasi-Anschlägen.

## Auszeichnungen und Ehrungen
- 2011 wurde Rhodes vom Time Magazin in der Liste „40 under 40“ der mächtigsten und prominentesten jungen Berufstätigen geführt,[14][15] während im gleichen Jahr sein Bruder David als Vorsitzender von CBS News auf Platz 17 der Fortune's 40 under 40-Liste geführt wurde.[16][17]
- Während sein Bruder 2012 in der Fortune-Liste auf Platz 9 geführt wurde,[18] wurde Ben Rhodes 2014 von Fortune auf Platz 13 gesetzt.[19][20]

## Publikationen
- Thomas H. Kean, Lee H. Hamilton, Benjamin Rhodes: Without Precedent: The Inside Story of the 9/11 Commission. Vintage Books, New York 2007, ISBN 978-0-307-27663-6.
- Ben Rhodes: The World as It Is: A Memoir of the Obama White House. Random House, New York 2018, ISBN 978-0-525-50935-6.
  - Ben Rhodes: Im Weißen Haus. Die Jahre mit Barack Obama. C. H. Beck, München 2019, ISBN 978-3-406-73507-3.
- After the Fall: Being American in the World We’ve Made. Random House, New York 2021, ISBN 978-1-9848-5605-0.